# Riberette (Têt)
Pour les articles homonymes, voir Riberette.
Le Riberette est une rivière française des Pyrénées-Orientales.

## Géographie
Le Riberette prend sa source sur la commune de Trévillach (Pyrénées-Orientales), puis se jette dans la Têt en aval d'Ille-sur-Têt.

## Principales villes traversées
- Trévillach
- Montalba-le-Château
- Ille-sur-Têt